# Chrysotoxum radha
Chrysotoxum radha är en tvåvingeart som beskrevs av Violovitsh 1971. Chrysotoxum radha ingår i släktet getingblomflugor, och familjen blomflugor. Inga underarter finns listade i Catalogue of Life.